# .hack//Another Birth もうひとつの誕生
『.hack//Another Birth もうひとつの誕生』（ドットハック アナザー バース もうひとつのたんじょう）はゲーム『.hack』を元にした川崎美羽の小説。全4巻の構成でそれぞれゲームのVol.1からVol.4にほぼ対応している。

## 概要
単なるノベライズではなくゲーム版のキャラクター・ブラックローズ＝速水晶良を主人公とし、彼女の弟が意識不明に陥ってからゲーム終了後までを速水晶良の現実面での出来事と黄昏の碑文の謎についての言及を交えて書いている。本編の主人公であるカイトからブラックローズへ視点を変更するにあたって、
- 必ずしもブラックローズを連れて行かなくても良い場面でブラックローズがパーティに加わっていたり、カイトのパーティが参加するイベントと同時進行でブラックローズが同じイベントに参加していたりする。
- ミアがブラックローズにカイトの過去の映像を見せるイベントの追加。
- 一部のイベントの直後の出来事がブラックローズの視点での追加。
- ミストラル=黒川真由美と親密になりオフで会ったり電話などで連絡をとる場面。
- 一部キャラクターが関連する本編中であまり重要でないイベントの割愛。

などの変更点・追加点がある。

## 登場人物
ブラックローズをはじめとする主な登場人物については.hack (ゲーム)#登場人物を参照の事。
NOVA
一応ゲーム中にも登場する剣士PC。The Worldを始めたばかりのブラックローズに操作方法を教える。勘が鋭く、ブラックローズが尋常でないことに関っていると気づいたが、同時に彼女がそのことについて言及されたくないであろう事も悟り、あくまでも「普通」に遊ぶ仲間であり続けることを決意する。
チムニ
NOVAとパーティを組む双剣士PC。
はる
カズと仲が良かった剣士PC。焦げ茶のツインテールが特徴。突然ログインしなくなったカズを心配している。
太郎
NOVA&チムニと行動を共にする初心者。PCを笑わせるタイミングを練習中。